# Klutiana brevistriata
Klutiana brevistriata là một loài tò vò trong họ Ichneumonidae.